# 高橋真登
高橋 真登（たかはし まなと、1990年4月7日 - ）は、静岡県静岡市清水区出身の元サッカー選手。ポジションは、フォワード。

## 来歴
小学校2年生からサッカーを始め、清水FCに所属した。中学時代は、清水エスパルスジュニアユースに所属、清水東高校に進学し、父親でもある高橋良郎監督のもと、同校のサッカー部に所属。3年時には選手権県ベスト8。同期に栗山直樹が同校のキャプテンを務めていた。
明治学院大学を卒業後、練習生を経て2013年より藤枝MYFCへ入団。同年シーズン終了後、退団した。
2015年、トライアウトを経てSリーグのホウガン・ユナイテッドFCに入団した。
同年シーズン途中にケガ、契約解除、退団した。
2017年、茨城県にあるつくばFCネクストを経て、ジョイフル本田つくばFC(関東社会人1部リーグ)に入団した。

## 所属クラブ
- 清水FC
- 清水エスパルスジュニアユース
- 静岡県立清水東高等学校
- 明治学院大学
- 2013年10月 - 12月  藤枝MYFC
- 2015年1月 - 6月 ホウガン・ユナイテッドFC
- 2016年  つくばFCネクスト
- 2017年   ジョイフル本田つくばFC
- 2018年  Shimizu Wanted

## 個人成績
| 国内大会個人成績 | 国内大会個人成績 | 国内大会個人成績 | 国内大会個人成績 | 国内大会個人成績 | 国内大会個人成績 | 国内大会個人成績 | 国内大会個人成績 | 国内大会個人成績 | 国内大会個人成績 | 国内大会個人成績 | 国内大会個人成績 |
| 年度             | クラブ           | 背番号           | リーグ           | リーグ戦         | リーグ戦         | リーグ杯         | リーグ杯         | オープン杯       | オープン杯       | 期間通算         | 期間通算         |
| 年度             | クラブ           | 背番号           | リーグ           | 出場             | 得点             | 出場             | 得点             | 出場             | 得点             | 出場             | 得点             |
| 日本             | 日本             | 日本             | 日本             | リーグ戦         | リーグ戦         | リーグ杯         | リーグ杯         | 天皇杯           | 天皇杯           | 期間通算         | 期間通算         |
| ---------------- | ---------------- | ---------------- | ---------------- | ---------------- | ---------------- | ---------------- | ---------------- | ---------------- | ---------------- | ---------------- | ---------------- |
| 2013             | 藤枝             | 32               | JFL              | 1                | 0                | -                | -                | -                | -                | 1                | 0                |
| 通算             | 日本             | 日本             | JFL              | 1                | 0                | -                | -                | -                | -                | 1                | 0                |
| 総通算           | 総通算           | 総通算           | 総通算           | 1                | 0                | -                | -                | -                | -                | 1                | 0                |